# Матус Марлен Якович
Марлен Матус (1939, Хабаровськ, СРСР — 24 квітня 2014, Дніпро, Україна) — український фотограф, педагог, засновник дніпровської школи фотографії, засновник аматорської дитячої кіностудії «Веснянка».

## Життєпис
З 1961 року Марлен Матус працював з дітьми у фотокіностудії при обласній станції юних техніків. У 1973 році на базі фотостудії ним була створена дитяча анімаційна студія «Веснянка», а у 1978 році він заснував фотоклуб для дорослих «Дніпро».
Улюблени жанри — натюрморт, пейзаж, портрет
На формування особистості фотографа вплинули Антуан де Сент-Екзюпері і Януш Корчак. Про Корчака було знято діафільм — «Той, хто залишився з дітьми» який добре сприймали, як в містах СРСР так і на Хоккайдо. У 1979 році було започаткувано медаль імені Я. Корчака, яку вручали кращим педагогам у галузі кіно, до прикладу Ролану Бикову, який багато допомагав кіноцентру. На прохання Бикова було зроблено велику виставку влітку 1986-го на міжнародному фестивалі фільмів для дітей.

## Кіноцентр «Веснянка»
1973 року в Дніпрі Марленом Матусом було створено першу в Україні мультстудію «Веснянка. Обласний дитячо-юнацький кіноцентр „Веснянка“ Дніпропетровської обласної ради» — на сьогодні єдиний в Україні позашкільний навчальний заклад обласного рівня, головним завданням якого є комплексний художньо-естетичний розвиток дітей засобами мистецтв, літератури та аудіовізуальної культури. В цьому дитячо-юнацькому кіноцентрі створено близько 500 мультфільмів.
Директоркою кіноцентру стала Валентина Володимирівна Слобода, першим педагогом — Кіра Георгіївна Емеретлі. Програма навчання була розрахована на три роки:
- перший рік — читання, малювання, ліплення, також діти клеїли, вчились придивлятися до навколишнього світу, складали казки, слухали музику, були присутні на зйомках;
- другий рік — навчання основам фототехніки, знайомство з кіно-режисурою, самостійно робота над етюдами;
- третій рік — робота над створенням мультфільмів.

Перші мультфільми «Сурмач» і «Під сонцем» здобули Гран-прі на фестивалі в Парижі в 1976 році. У 1979 році мультстудії «Веснянка» присвоєно звання народної.
У 1980 році відкрито друге творче об'єднання, до якого прийшли працювати Л. І. Курдюкова, Ю. Є. Красний, О. О. Ямпольська, С. В. Деркач та інші. В цей час колективом «Веснянки» було створено власну експериментальну методику. Як підсумок роботи колективу — більше ста високих міжнародних і вітчизняних нагород, включаючи дванадцять Гран-прі — у Франції, Швейцарії та інших країнах.
У 1990 році на базі мультстудії створено обласний дитячо-юнацький кіноцентр, який зараз має звання «Зразковий колектив». 300 фільмів найрізноманітніших жанрів, кожен шостий із яких відзначений міжнародною нагородою.

## Фотоклуб «Дніпро»
Фотоклуб було започатковано у 1978 році. Збиралися раз на тиждень у Будинку вчених. З 1979 року влаштовували виставки провідних фотоклубів СРСР, на першу всесоюзну виставку «Людина і метал» до Дня металурга було надіслано 1560 робіт.